# Ушкальский сельский совет (Верхнерогачикский район)
Ушкальский сельский совет (укр. Ушкальська сільська рада) — входит в состав
Верхнерогачикского района
Херсонской области
Украины.
Административный центр сельского совета находится в 
с. Ушкалка
.

## История
- 1792 — дата образования.

## Населённые пункты совета
- с. Ушкалка
- с. Бабино
- с. Нижний Рогачик